# エネゴリ
エネゴリとは、ENEOSのイメージキャラクターである。2007年に初登場した。2005年に京都議定書が発効し温室効果ガスの排出削減が求められる中、環境問題についての情報を提供するキャラクターとして製作された。

## プロフィール
名前の由来は「エネルギー」+「ゴリラ」。『エネゴリくんの星』なる場所から地球にやってきた。地球環境に関心が深く、資源保護に関する同社の活動のPR役を務める。企画・制作はCMプランナーの福里真一。
性別はオス。右利き。身長は約180センチメートルで、衣装は全てオーダーメイドになっている。子供好きで世話好きな性格。感動または興奮すると胸を激しく叩きいて「ウホッ!ウホッ!」と叫ぶクセがある。エネゴリのモチーフとなっているニシローランドゴリラが絶滅危惧種に指定されていることもあり、クロサイやフタコブラクダやオランウータンといった絶滅危惧種の動物を友人に持つ。
都市対抗野球大会では神奈川県2次予選の段階からENEOS野球部の背番号00のユニフォームを着た着ぐるみが現れ、スタンドで応援する姿を目にすることができる。また、WリーグでもENEOSサンフラワーズの背番号00のユニフォームを着た着ぐるみが試合会場に駆けつけている。相方にクマのエネグマがいるが、2020年現在はエネグマは登場しておらず、実質上エネゴリのピン状態である。

## 製作と歴史
環境問題対策の機運が高まる中、新日本石油は家庭用燃料電池や太陽光発電といったホームエネルギーシステムを扱う企業へ方針転換する必要が生じ、過程的なイメージが求められた。そのため当時男性的であった新日本石油は女性や子どもにも受け入れられるよう、イメージキャラクターを製作することになった。まず動物をモチーフにすることが決定され、その中から人間に馴染みやすく二足歩行をするためCMにも登用しやすいことと、森に暮らしていて環境を想起させること、そして可愛過ぎないから、ゴリラが採用された。福里曰く、ゴリラのパワフルなイメージも漠然と寄与したという。電通のアートディレクターである久保雅由が原案を描いた。当初のキャラクター名は「エネゴリラ」であったが、身近な存在にするため「エネゴリくん」に決定した。
既存ユーザーの持つブランドイメージを損なう可能性があるとして社内では反発の声もあったが、京都議定書が発効されるなど環境問題に対する意識が強くなりつつある情勢を踏まえて新規ユーザーを開拓してホームエネルギー事業に乗り出す必要があると議論され、最終的に合意に至った。エネゴリは「エネオス、エネゴリ、エネファーム」というキャッチコピーの下で売り出され、テレビCMでは水川あさみと共演。2009年に日本新聞協会の新聞広告賞を広告主企画部門で受賞した。Webサイト「エネゴリくんの星」が開設され、またグッズも販売・配布された。2010年にJX日鉱日石エネルギーが設立されて以降もエネゴリは続投し、2011年にはイチローや竹内結子と対談する広告が掲載された。このような活動を通してエネゴリは主婦層に浸透し、最も反響のあったプレゼントキャンペーンには10万通の応募が殺到した。2019年には女優の吉田羊や上白石萌歌と共演し、2020年東京オリンピックに関連して山梨県内の陸上競技場で100メートル走をするテレビCMが公開された。このCMでは新キャラクターの「スーパーエネゴリくん」が登場してエネゴリを含め3人を抜き去るシーンがあり、テレビ朝日『ビートたけしのスポーツ大将』の「カール君」を想起させると評価されている。
なお、エネゴリの設定が過剰にならないよう、「ウホッ」以外の台詞が与えられないなど制限を加えたキャラクター運用が徹底されている。